# Спаська, 6-А
Будівля на Спаській вулиці, 6-А (будинок із муралом) — колишній прибутковий будинок, розташований на Подолі у Києві.
Будинок — помітний зразок житлової забудови в Києві у стилі модерну.
Розпорядженням Київської міської державної адміністрації № 620 від 26 квітня 1999 року будівлю внесено до переліку пам'яток архітектури місцевого значення (охоронний номер № 290).
Споруда перебуває в поганому стані. На фасаді декоративні елементи мають тріщини і суттєві пошкодження.
Причілок будівлі розмальований муралом.

## Історія ділянки

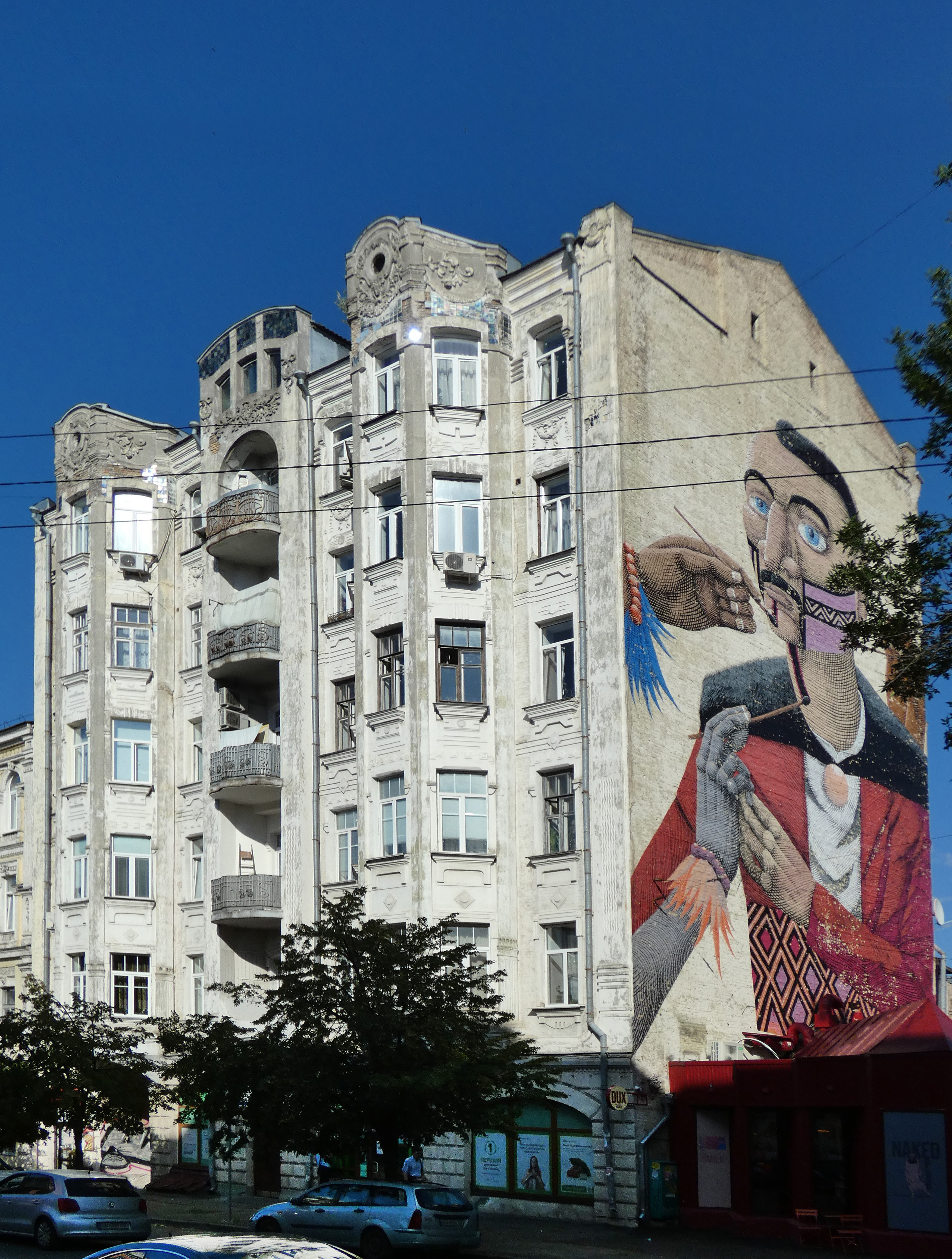
Будинок з муралом

Станом на 1899 рік ділянка на Спаській вулиці належала Г. Боришпольській. 1901 року власником став С. Спіліоті, 1910 року — М. Колонно-Чосновський, а 1913 року — М. Грінберг.
Упродовж 1910—1911 рокі на замовлення М. Колонно-Чосновського на садибі спорудили шестиповерховий прибутковий будинок.
Приміщення на першому поверсі займали крамниці.
1922 року будівлю націоналізували більшовики.

## Архітектура
Будівля — цегляна, тинькована, Т-подібна у плані. Має шість поверхів, одну секцію, підвал, вальмовий під бляхою дах, пласкі залізобетонні й дерев'яні перекриття.
Є ліфтова шахта. Сходова клітка освітлюється через скляний ліхтар.
Чоловий фасад виконаний у стилі модерну. Симетрична композиція підкреслена вертикалями лоджії і бічними еркерами. Центральна лоджія має форму витягнутого овалу. Гранчасті еркери зроблені на рівні другого — шостого поверхів. Ці вертикалі увінчуються фігурними аттиками, які прикрашає модерністська ліпнина (маскарони, фестони-гірлянди, вінки) і сині кахлі.
Видовжені віконні прорізи, які обрамлюють лиштва, підвіконня, геометричні фігури у вигляді ромба і кола, разом із наріжними лізенами підсилюють спрямованість будівлі догори.
Перший поверх рустований. Він оформлений у вигляді стилобату із широкими коробовими і лучковими прорізами. Рустом також оздоблений архівольт головного входу з півциркульною перемичкою.

## Мурал

Мурал

Після Революції гідності в рамках проекту CityArt виникла ідея розписати сірі київські будівлі яскравими муралами. Режисер Гео Лерос запросив до Києва художників-муралістів з Австралії, Бразилії, Іспанії, Польщі, щоб перетворити місто на світову столицю стрит-арту.
На заклик відгукнувся бразильський художник-авангардист Франциско Родріго да Сільва, відомий як стрит-артист Нунка (порт. Nunca, тобто Ніколи). Він взявся розписати будинок на Спаській вулиці.
Однак, як тільки художник почав працювати, спалахнув скандал. Невдоволені творчістю вуличних художників обурились тим, що мурал може спотворити пам'ятку архітектури. На їхню думку «розписувати стіни таких будинків — це блюзнірство». Щоб завадити йому, викликали поліцію. Згодом звернулись до Подільської райдержадміністрації. Гео Лерос запевнив, що перед початком завжди запитують дозвіл у мешканців будинків. Після надання необхідних документів стрит-артист Нунка продовжив роботу.
Художник працював у листопаді і грудні 2015 року. Дощ і сніг стали викликом для бразильця, який звик до теплих погодних умов. Однак попри негоду і скандал Нунка завершив мурал.
У своєму творі художник прагнув об'єднати українську і бразильську культури. Він зобразив українського козака. Його обличчя розмальовують темношкірі руки, які символізують представників корінних народів Бразилії.

## Декор

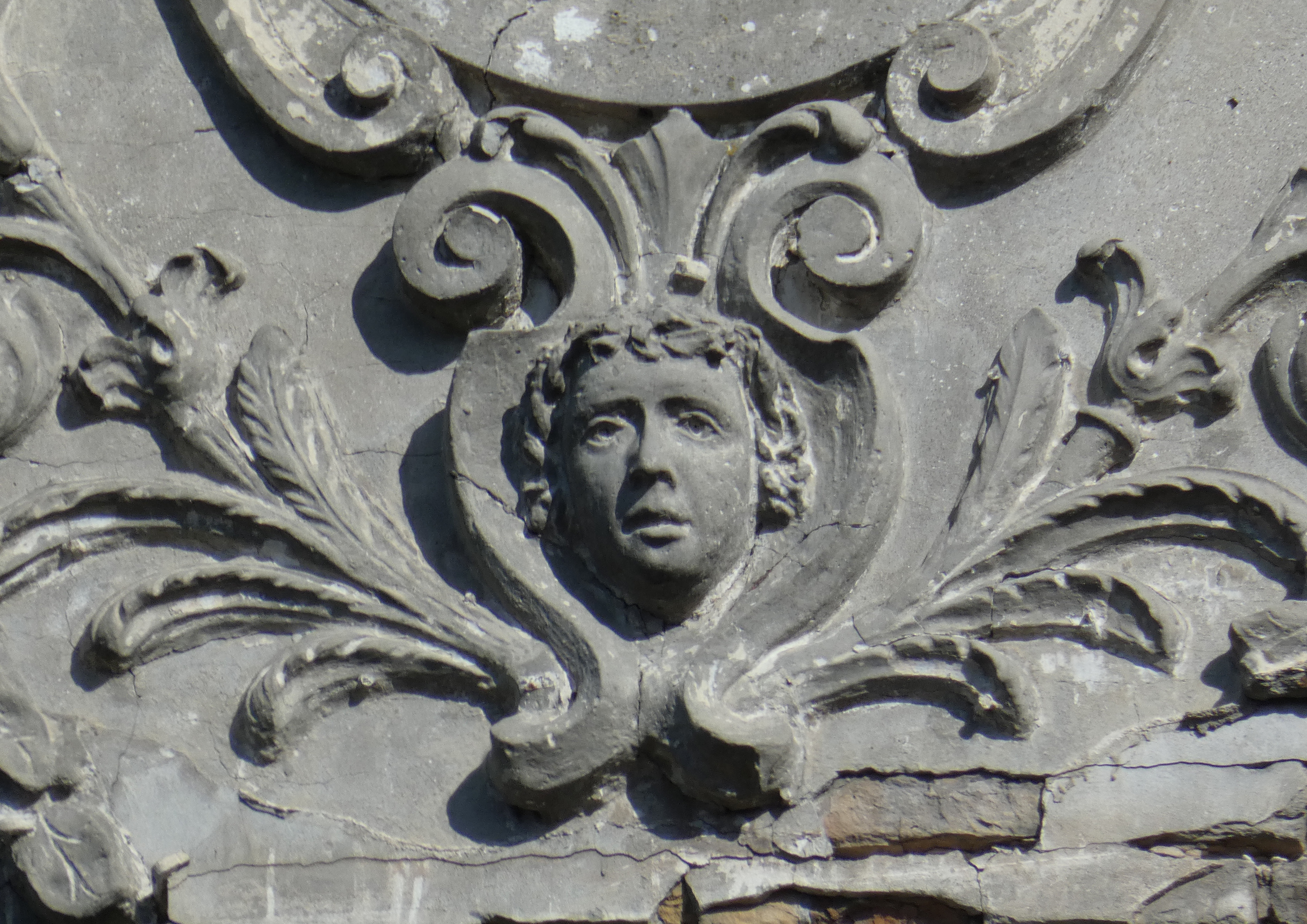
Маскарон
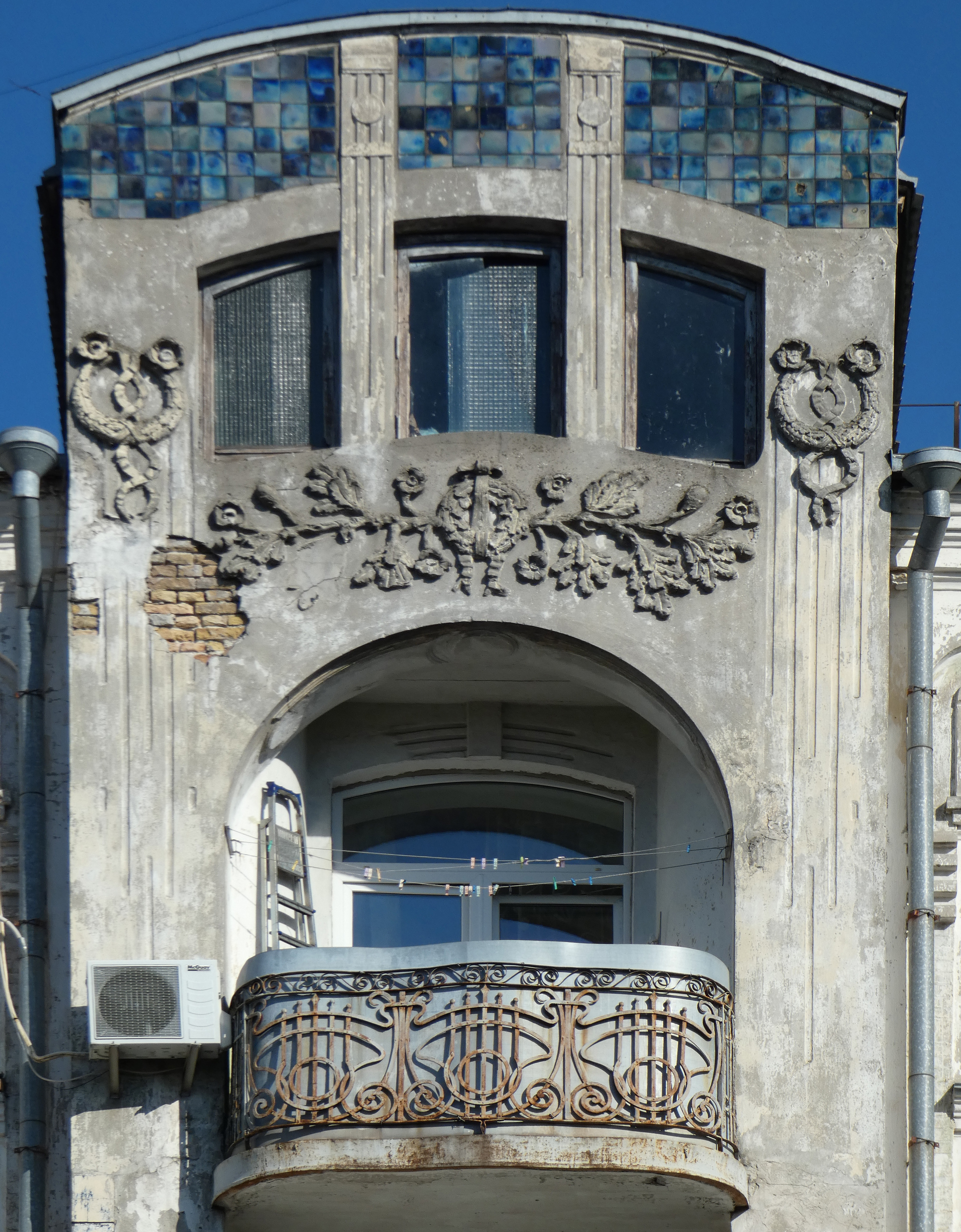
Центральний аттик, прикрашений ліпними гірляндами, вінками і синьою кахлею
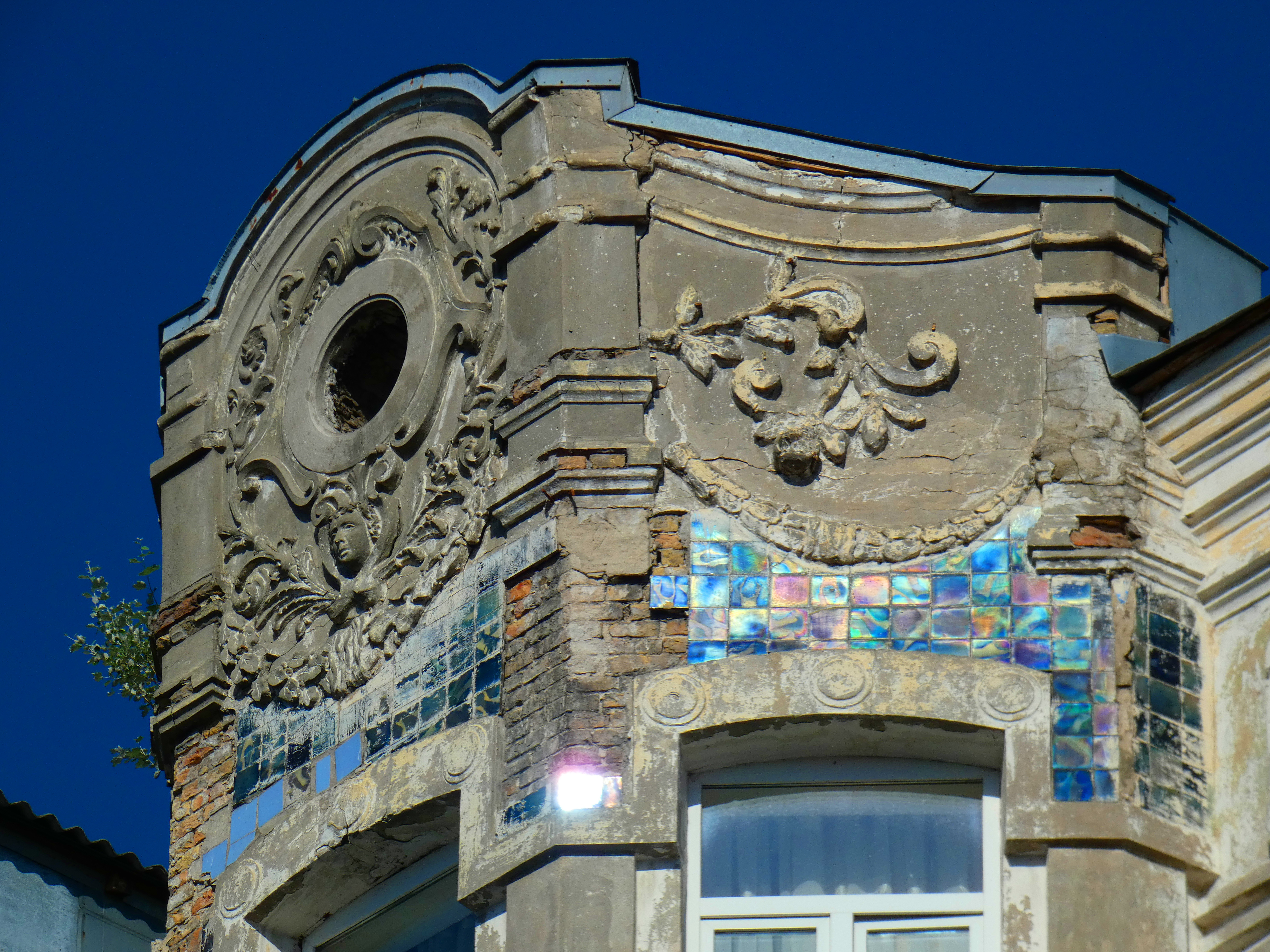
Бічний аттик з маскароном, візерунками і синьою кахлею